# 열반종요
《열반종요(涅槃宗要)》는 신라의 고승 원효가 지은 책으로 《대반열반경》을 요약한 책이다. 

## 소개
≪열반종요≫는 현존하는 원효의 저작 22권 중 하나로, ≪대반열반경≫의 핵심을 요약 정리한 것이다. 원효는 ≪대반열반경≫을 대승의 큰 가르침으로 경전의 서로 다른 모든 논의를 하나로 통합하는 원리를 포함하고 있다고 말하고 있다. 즉 원효는 ≪대반열반경≫을 부처님의 일생 동안의 법문을 총 정리한 것으로 가장 심오한 이론을 담고 있다고 본 것이다.
원효는 ≪열반종요≫에서 열반과 불성에 관한 다양한 논의를 화회(和會)하여 열반과 불성의 본래 의미를 드러내고 있다. ≪열반종요≫는 먼저 경의 인연과 종지를 설명하고, 열반에 대해서는 열반의 번역, 열반의 체와 상, 열반의 허실, 열반의 종류, 열반의 덕 등에 대해 설명한다. 그리고 불성에 대해서도 마찬가지로 불성의 체성(體性), 불성의 인과(因果), 견성(見性), 불성의 유무 등에 대해서 논의하고, 마지막으로 여러 다른 견해에 대한 회통을 시도하고 있다.
≪열반종요≫는 먼저 경의 대의(大意)를 설명한 후 전체 내용을 자세하게 분석하는 방법으로 서술하고 있다. 분석하는 부분은 다시 열반과 불성 두 부분으로 나뉜다. 열반에 대해서는 명의문(名義門), 체상문(體相門), 통국문(通局門), 이멸문(二滅門), 삼사문(三事門), 사덕문(四德門)의 여섯 부분으로 나누어 설명한다. 불성에 대해서도 출체문(出體門), 인과문(因果門), 견성문(見性門), 유무문(有無門), 삼세문(三世門), 회통문(會通門)의 여섯 부분으로 나누어 설명하고 있다. 마지막으로 교체(敎體)와 교적(敎迹)을 밝힌다.

## 같이 보기
- 원효
- 대승기신론서
- 대승기신론
- 금강삼매경론
- 초발심자경문

## 참고 문헌
- 조수동 역, 2009년, 지식을만드는지식 ISBN 9788962283723